# Tribo
Tribo (do termo latino tribus) é um tipo de  agrupamento humano unido pela língua, costumes, instituições e tradições. O termo era, originalmente, empregado para designar cada uma das trinta divisões da Roma Antiga (mais tarde, trinta e cinco) formadas por cidadãos plebeus. Passou a ser aplicado, posteriormente, aos ramos dos povos da Antiguidade, como as doze Tribos de Israel, por exemplo. Nas épocas colonialista e neocolonialista, foi utilizado por antropólogos. Por estar "cercado por uma carga de etnocentrismo, sendo considerada uma organização 'primitiva', de povos subdesenvolvidos historicamente", o mesmo deixou de ser usado no domínio da antropologia.

## As tribos romanas
Os romanos tinham a ligação familiar baseada na agnação (parentesco de consanguinidade por linha masculina), segundo a qual o parentesco dava-se pela adoração aos mesmos deuses lares, formando a base da gens. A adoração de um deus comum a mais de uma família recebeu, na Grécia Antiga, o nome de fratria e, na Roma Antiga, de cúria. Cada cúria possuía seu chefe, chamado curião, cuja função principal era a de presidir aos rituais religiosos. A reunião de várias cúrias formava a tribo. À tribo, cabia um altar comum, dedicado a um deus originado, assim como nas famílias e cúrias, de algum herói do lugar, tornado divino, e do qual a tribo retirava seu nome. O ritual comum em que toda a tribo tomava parte tinha seu ponto alto num banquete; seu chefe se tornava, então, o tribuno (em latim, tribunus).

## Críticas ao uso do termo
Por sua origem europeia e uso na filosofia colonialista para designar agrupamentos humanos nos diversos territórios conquistados pelos europeus, o termo ganhou alguma oposição no meio científico, sendo considerado impreciso e que não atende às divisões peculiares dos povos que pretendia reunir. Alguns dos autores que o aboliram argumentam que se trata de "ficção etnográfica e acadêmica".
Os críticos alegam que estes conceitos de tribo, bem como os de tribalismo, etnicidade, clã e linhagem, trazem forte vício colonialista e neocolonialista, com o apoio da antropologia que, então, servia aos interesses europeus, sugerindo que devem ser evitados por alegadamente trazerem inerentes divisões que visam antes ao domínio político do que propriamente à compreensão das realidades que procuram retratar. Como exemplo deste mau uso, citam-se os meios de comunicação de massa, que costumam retratar problemas africanos como decorrentes de "conflitos tribais", ocultando, assim, as suas reais causas econômicas, políticas e sociais.
Neste sentido, o antropólogo Roberto Cardoso de Oliveira ressalta que conceitos como tribo e etnia surgem na ótica europeia para definir as sociedades asiáticas, ameríndias e africanas, dotando-os de um rótulo comum que lhes retira suas especificidades históricas.